# Амга (река)
Амга (рус. Амга) је река у Јакутији у североисточном делу Руске Федерације. Дужина реке је 1.462 километара, док слив обухвата око 69.300 квадратна километара. Амга се смрзава у првој половини октобра и остаје под ледом до маја. 
Река Амга извире у Алданског висоравни где формира уско, стеновито и дубоко корито реке које потом прелази у шири и мирнији ток. Река тече кроз шест региона Јукатије. Највише воде добија од снега и кише. Велике поплаве могу подићи ниво воде на 7 метара.
Просечан годишњи проток воде на 137 км од ушћа износи 191,42 м³/с, на 436 км - 183,98 м³/с, а на 932 км износи 121,79 м³/с.
Име је добила од сибирског народа Евенка. Реч Амнга је тунгуско-манџурског порекла и означава горску реку. Амга је лева притока реке Алдан. Богата је различитим рибљим и биљним врстама.